# Höfstetten (Heilsbronn)
Höfstetten is een plaats in de Duitse gemeente Heilsbronn, deelstaat Beieren en telt 43 inwoners (2007).